# Passer montanus
El gorrión molinero (Passer montanus) es una especie de ave paseriforme de la familia Passeridae. Es un ave pequeña, con la nuca y píleo de color castaño y una mancha negra sobre cada mejilla blanca. Ambos sexos tienen igual plumaje, y los jóvenes son una versión más clara del adulto. Habita en la mayor parte de Eurasia templada y el sudeste de Asia, y se ha introducido en otras regiones, como en los Estados Unidos. Aunque se reconocen varias subespecies, la apariencia apenas varía un poco entre ellas. Construye su nido en una cavidad natural, el agujero de un edificio o un nido abandonado por otras especies. La puesta consta de cinco o seis huevos, los cuales eclosionan en menos de dos semanas. Este gorrión se alimenta principalmente de semillas, y en menor medida de invertebrados, sobre todo durante la temporada de reproducción. Al igual que con otros pájaros pequeños, es común que sufra infecciones por parásitos, enfermedades, o sea depredado por rapaces. La esperanza de vida es de aproximadamente dos años.
Está muy extendido en los pueblos y ciudades de Asia oriental, pero en Europa reside en bosques y campos abiertos, mientras que su pariente, el gorrión común, anida en las zonas más urbanas. Aunque a nivel mundial está catalogada como una especie bajo preocupación menor, en Europa occidental ha habido una gran disminución en las poblaciones, debido en parte a los cambios en las prácticas agrícolas que implican un aumento del uso de herbicidas y pérdida de rastrojos en invierno. En Asia oriental y el oeste de Australia es considerada como una plaga, aunque también ha servido de inspiración en el arte oriental.

## Descripción

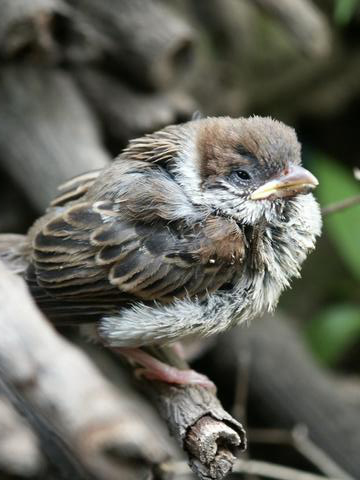
Un polluelo volandero.

El gorrión molinero tiene entre 12.5 y 14 cm de longitud, una envergadura de aproximadamente 21 cm y un peso de 24 g (0.85 oz). Es ligeramente más pequeño que el gorrión común. En el adulto, el píleo y la nuca son de color castaño, y bajo el oído tiene una mancha negra en forma de riñón que contrasta con la mejilla blanca pura; el mentón, la garganta y el pico son negros. Las partes superiores del cuerpo y las alas son de color marrón claro con franjas negras, destacando dos líneas blancas distintivas en las alas. Las patas son marrones claras, mientras que el pico, de un tono azul plomizo en verano, llega a ser casi negro en invierno.
Esta especie es la única de su grupo taxonómico sin diferencias en el plumaje entre los sexos. El plumaje juvenil se asemeja mucho al adulto, aunque los colores tienden a ser más oscuros. Los jóvenes tienen las mejillas y la mancha de la garganta en tonos parecidos a la ceniza y las partes superiores del cuerpo son opacas con franjas grises verticales. El patrón de colores en el rostro se identifica con facilidad a cualquier edad; en la cabeza del macho joven se observa una coloración gris parda, mientras que en el adulto el píleo es cobrizo, sin tonos grises. Los adultos y jóvenes hacen una lenta muda completa en otoño, época del año en la que aumentan su masa corporal y reducen la grasa almacenada. A la vez que ocurren estos cambios, aumenta la cantidad de agua y sangre en el cuerpo para apoyar al crecimiento activo de plumas.
No tiene un canto afinado (o es bastante silencioso), aunque sus vocalizaciones incluyen una serie tschip en las llamadas excitadas de machos sin pareja o en cortejo. Utiliza otros chirridos monosilábicos en los contactos sociales, y la llamada de vuelo es un teck áspero. Un estudio comparativo de las vocalizaciones de una población de aves procedentes de Alemania introducida en Misuri demostró que, en comparación con los gorriones europeos, las aves estadounidenses tenían una variedad reducida de sílabas compartidas —o memes— y una mayor estructura dentro de la población. Esto podría ser el resultado del pequeño tamaño de la primera población en América del Norte y la consiguiente pérdida de la diversidad genética.

## Taxonomía
El gorrión molinero es una de las especies del género Passer —clasificado dentro de la familia de los gorriones del Viejo Mundo—. Es un grupo de pequeñas aves paseriformes que contiene entre 15 y 25 especies. Estudios genéticos indican que el gorrión molinero se separó relativamente pronto de los demás miembros eurasiáticos de su género, es decir, antes de la especiación de P. domesticus, P. flaveolus y P. hispaniolensis. Contrario a las suposiciones de muchos norteamericanos, ninguna de las especies euroasiáticas está relacionada con el chingolo arbóreo (Spizelloides arborea), que es un gorrión del Nuevo Mundo.
El nombre binomial se deriva de dos vocablos latinos: passer, «gorrión», y montanus, «de las montañas» (y este de mons, «montaña»). La especie fue descrita por primera vez por Carlos Linneo, en su Systema naturæ (1758) como Fringilla montana. Posteriormente, fue trasladada con el gorrión común desde los pinzones (familia Fringillidae) al nuevo género Passer creado por el zoólogo francés Mathurin Jacques Brisson en 1760. El nombre común gorrión molinero alude a su preferencia por los granos de cereal que molían las ruedas de los antiguos molinos españoles. El epíteto específico montanus no detalla adecuadamente las preferencias de hábitat de esta especie; probablemente el nombre común alemán Feldsperling («gorrión de campo») se acerque más a hacerlo.

### Subespecies
La especie varía poco en apariencia en toda su distribución geográfica y las diferencias entre las siete subespecies existentes reconocidas son leves. Aunque se han propuesto, al menos, quince subespecies, la mayoría son híbridos de las subespecies enumeradas.
- P. m. montanus, la subespecie nominal,[26] habita en toda Europa,[15] excepto el suroeste de la península ibérica, el sur de Grecia y en la antigua Yugoslavia. También anida en el este de Asia hasta el río Lena y al sur de las regiones septentrionales de Turquía, el Cáucaso, Kazajistán, Mongolia y Corea.
- P. m. transcaucasicus, descrita por Serguéi Aleksándrovich Buturlín en 1906,[26] habita desde el sur del Cáucaso oriental hasta el norte de Irán. Es más oscuro y gris que la subespecie nominal.[10]
- P. m. dilutus, descrita por Charles Wallace Richmond en 1856,[26] reside en el extremo noreste de Irán, el norte de Pakistán y el noroeste de la India. También aparece más al norte, desde Uzbekistán y Tayikistán hasta el este de China. En comparación con P. m. montanus, tiene un plumaje más claro y con un dorso marrón arenoso.[10]
- P. m. tibetanus, la subespecie de mayor tamaño, fue descrita por E. C. Stuart Baker en 1925.[24] Se encuentra en los Himalayas septentrionales, atraviesa el Tíbet desde el este de Nepal hasta el noroeste de China. Se asemeja a P. m. dilutus, pero es más oscura.[10]
- P. m. saturatus, descrita por Leonhard Hess Stejneger en 1885,[26] anida en la isla de Sajalín, las Kuriles, Japón, Taiwán y Corea del Sur. El color es marrón profundo en comparación con la subespecie nominal y tiene un pico más grande.[10]
- P. m. malaccensis, descrita por Alphonse Joseph Charles Dubois en 1885, se encuentra desde el sur de los Himalayas occidentales hasta el este de Hainan e Indonesia. Es un ave oscura, como P. m. saturatus, pero más pequeña y con líneas más gruesas en sus partes superiores.[10]
- P. m. hepaticus, descrita por Sidney Dillon Ripley en 1948, habita desde el noreste de Assam hasta el noroeste de Birmania. Es similar a P. m. saturatus, pero la cabeza y el dorso son más rojizos.[10]

## Distribución y hábitat

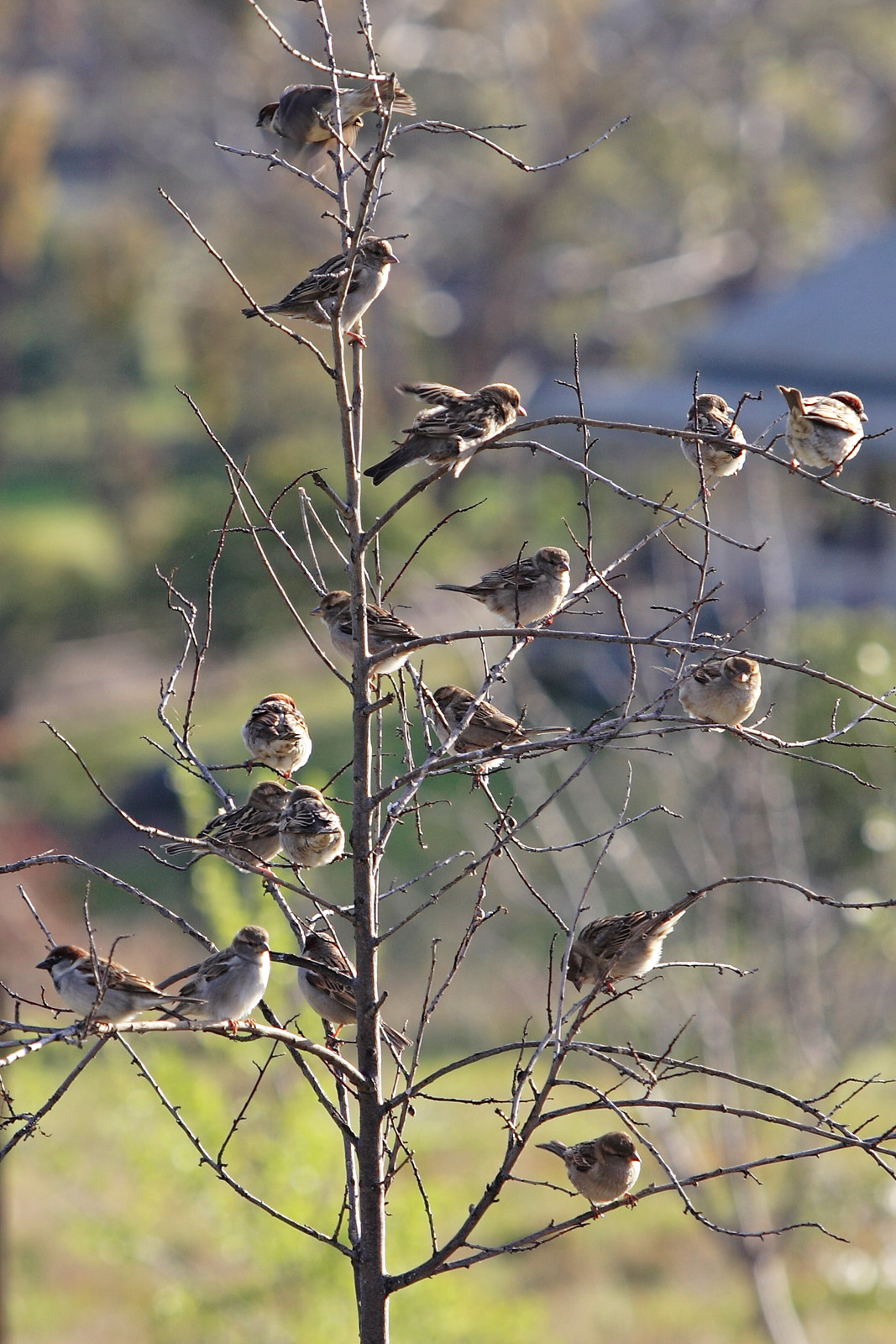
Grupo sobre las ramas de un árbol.

El área de reproducción natural comprende la mayor parte de la Europa templada y Asia hasta el sur del paralelo 68°  N y desde el sudeste asiático hasta Java y Bali. En Europa está ausente en Islandia, en algunas regiones de Escocia e Irlanda, así como grandes partes de Escandinavia, Finlandia, Grecia y parcialmente en Asia Menor. Antiguamente anidaba en las islas Feroe, Malta y Gozo. En el sur de Asia se encuentra principalmente en las zonas templadas. Es sedentaria en la mayor parte de su distribución geográfica, pero las poblaciones más septentrionales migran al sur para el invierno, por lo que la densidad poblacional se eleva en los meses de invierno en el norte de África, sur de Europa, Turquía y el norte del subcontinente indio. Algunos grupos más reducidos abandonan el sur de Europa hacia el norte de África y Oriente Medio. La subespecie P. m. dilutus llega a la franja costera de Pakistán en invierno y bandadas de miles de estas aves pueden atravesar el este de China en otoño.
La especie se ha introducido fuera de su distribución geográfica natural, pero no siempre ha podido establecerse permanentemente, quizá debido a la competencia con el gorrión común. Fue introducida con éxito en Cerdeña, el este de Indonesia, Filipinas, las islas Canarias y Micronesia, pero las introducciones en Nueva Zelanda y las Bermudas no permanecieron. Ciertas poblaciones que viajaron en barcos lograron colonizar la isla de Borneo. También ha aparecido como vagabundo natural en Gibraltar, Túnez, Argelia, Egipto, Israel y Dubái. Un pequeño grupo cruza el estrecho de Gibraltar entre septiembre y mediados de noviembre para pasar el invierno en el norte de África; regresan en marzo o abril.

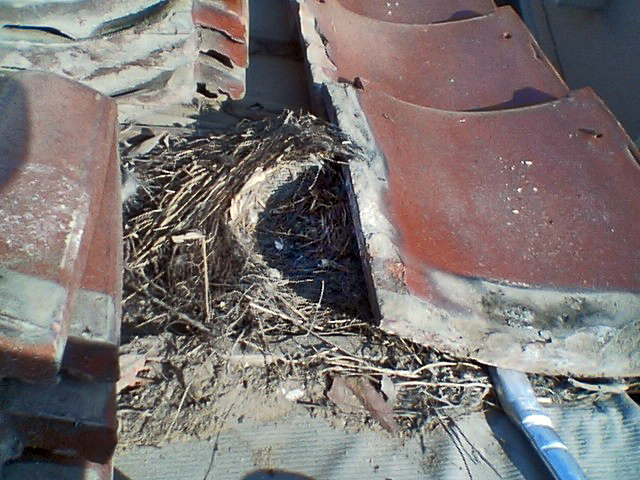
Nido bajo la teja de una casa de madera en Japón.

Los miembros de Passer se encuentran, por lo general, en hábitats abiertos —ligeramente boscosos—, aunque varias especies, en particular el gorrión común (P. domesticus), se han adaptado a las zonas urbanas. En América del Norte, una población de alrededor de 15 000 aves se estableció en St. Louis, en las áreas limítrofes de Illinois y en el sudeste de Iowa. Este grupo desciende de doce aves importadas de Alemania y liberadas a finales de abril de 1870, como parte de un proyecto para aumentar la avifauna nativa norteamericana. Dentro de su limitada distribución geográfica en los Estados Unidos, la especie tiene que competir con el gorrión común en los centros urbanos y, por lo tanto, se encuentra principalmente en parques, granjas y bosques rurales. En ese país se le conoce como «gorrión alemán» (German sparrow), para distinguirla del chingolo arbóreo (American tree sparrow), especie nativa del continente, y el gorrión común (también conocido por el nombre “English” sparrow, «gorrión inglés»), pues este último está mucho más extendido. En Australia, está presente en Melbourne, ciudades del centro y norte de Victoria y algunas localidades de Riverina en Nueva Gales del Sur. En Australia Occidental es una plaga para la agricultura, donde muchas veces llega en barcos desde el sudeste de Asia.
A pesar de lo que indica su nombre científico, Passer montanus no habita en zonas muy montañosas y solo alcanza 700 m (2300 ft) en Suiza, aunque ha nidificado a 1700 m (5600 ft) en el norte del Cáucaso y hasta 4270 m (14 010 ft) en Nepal. En Europa, se encuentra con frecuencia en acantilados costeros, edificios vacíos, sauces desmochados a lo largo de los cursos lentos de agua, o en el campo abierto con pequeños parches aislados de bosque. El gorrión molinero manifiesta una fuerte preferencia por hábitats cercanos a humedales y rechaza anidar en explotaciones agrícolas mixtas gestionadas de manera intensiva.
Por lo general, cuando el gorrión molinero y el gorrión común habitan en la misma zona, este último nidifica en las zonas urbanas mientras que el gorrión molinero lo hace en el campo; en gran parte de Australia sucede lo opuesto. En regiones con pocos árboles, como en Mongolia, ambas especies pueden utilizar estructuras artificiales para anidar. El gorrión molinero es un ave rural en Europa, pero es urbana en el este de Asia; en Asia meridional y central, ambos paséridos pueden establecerse en los alrededores de ciudades y pueblos. En algunas partes del Mediterráneo, como en Italia, tanto P. montanus como P. hispaniolensis y P. italiae habitan en colonias.

## Comportamiento y ecología

### Reproducción

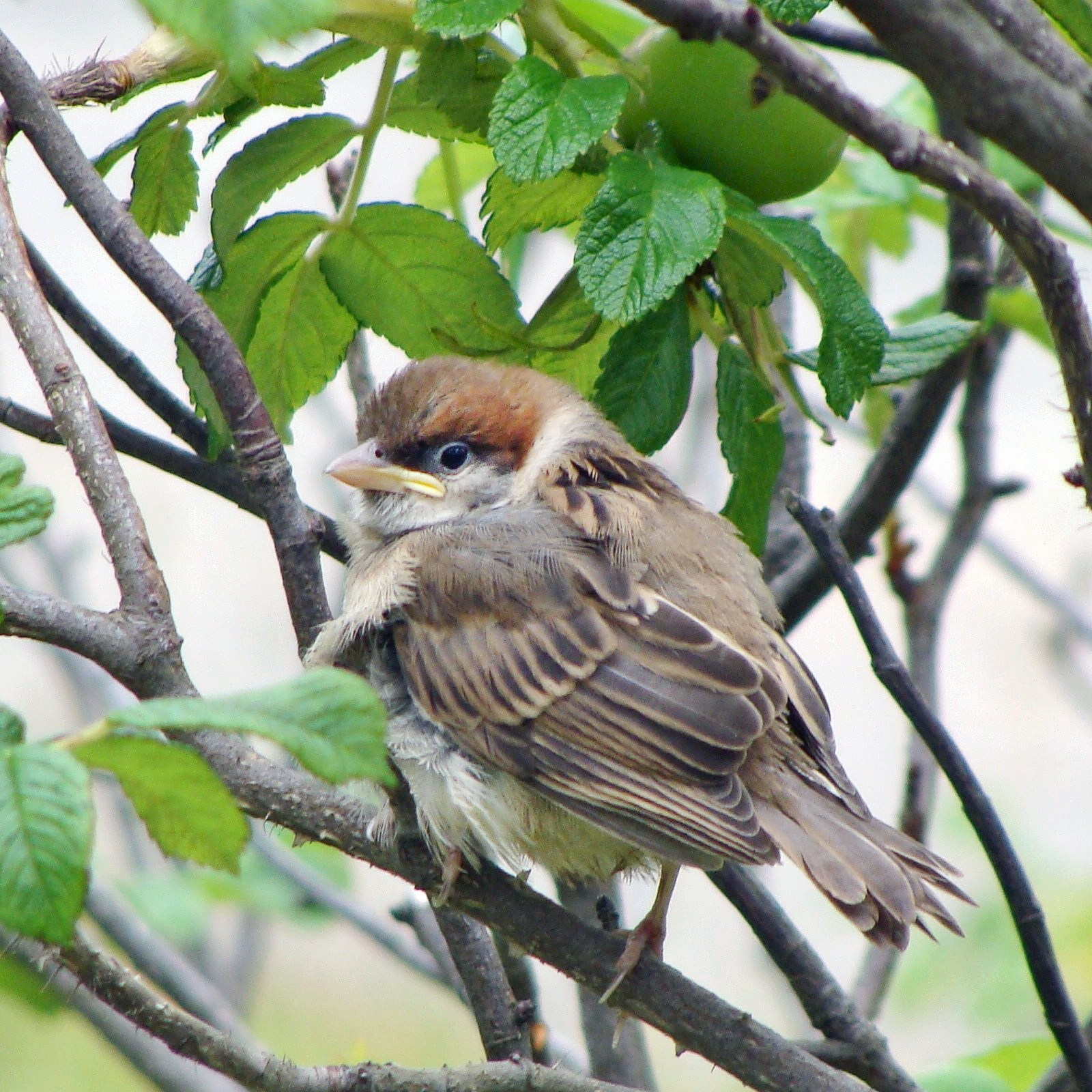
Un polluelo.

El ave alcanza la madurez sexual un año después de la eclosión, y habitualmente construye su nido en la cavidad de un árbol o en la pared rocosa de acantilados. Algunos nidos no están en el interior de agujeros, sino que están construidos entre las raíces sobresalientes de retamos o algún arbusto similar. Puede anidar en cavidades sobre el techo de las casas; en los trópicos, las copas de árboles de palma o el tejado de verandas pueden servir como sitios de anidación. Esta especie puede reutilizar nidos con forma de cúpula que fueron abandonados por urracas, o un nido de ramitas (en uso o no) de un ave de gran tamaño, como la cigüeña blanca, el pigargo europeo, el águila pescadora, el milano negro o la garza real. A veces intenta apoderarse del nido de otras aves en cavidades o espacios cerrados, como los aviones, las golondrinas común y barranquera o el abejaruco europeo.
Las parejas pueden reproducirse de forma aislada o en colonias, y utilizan fácilmente las cajas nido. En un estudio realizado en España, las cajas nido elaboradas con una mezcla de madera y hormigón (nidales de cemento) tuvieron un índice de ocupación mucho más alto que las cajas nido de madera (76.5 % frente a 33.5 %), y las aves que se alojaron en nidales de cemento tuvieron nidadas más pronto, un período de incubación más corto y realizaron más intentos de reproducción por temporada. El tamaño de la puesta y la condición física de los polluelos no fue diferente entre las dos clases de cajas nido, pero el éxito reproductivo aumentó en los nidales de cemento —posiblemente porque los nidos de hormigón eran 1.5 °C más calientes que sus contrapartes de madera—.
En Europa central la temporada de reproducción comienza a mediados de abril y se extiende hasta principios de mayo. Durante la primavera el macho canta cerca del sitio de anidación para declarar su territorio y atraer a una pareja. También puede transportar material para construir el nido en la cavidad de nidificación. La exhibición y la construcción del nido se repite en otoño. Los lugares preferidos para la exhibición de otoño son viejos nidos de gorriones molineros, especialmente aquellos en los que habían incubado los polluelos. En pocas veces ocupan nidos vacíos o construidos por gorriones comunes y otras aves para la exhibición de otoño, como páridos, papamoscas cerrojillos o colirrojos reales.
El nido está compuesto de heno, hierba, lana u otro material, y forrado con plumas que favorecen el aislamiento térmico. Un nido completo consta de tres capas; base, forro y cúpula. La puesta típica consiste en cinco o seis huevos (en Malasia suelen ser cuatro huevos), de color blanco a gris claro y fuertemente marcados con pequeñas manchas, puntos o lunares; miden 20 x 14 mm (0.79 x 0.55 in) y pesan 2.1 g (0.074 oz), de los cuales el 7 % corresponde al cascarón. Ambos padres incuban durante 12-13 días antes de la eclosión. Los polluelos nacen desnudos y altriciales, y son cuidados por sus padres de 15 a 18 días antes de que abandonen el nido. La nidada puede tiener dos o tres polluelos adicionales cada año. Los jóvenes tienen una muda completa unas cinco a ocho semanas luego de emplumecer y reciben su primer plumaje adulto aproximadamente 77 días después.
Las aves que anidan en colonias producen más huevos y polluelos en su primera puesta que las parejas solitarias, pero ocurre todo lo contrario en la puesta segunda y tercera. Las hembras que copulan con mayor frecuencia suelen poner más huevos y tienen un período de incubación más corto, por lo que el acoplamiento podría traducirse como un indicador de la capacidad reproductiva de las parejas. El gorrión molinero es monógamo (una vez se forma la pareja, la relación existe hasta que uno de los dos muere), pero se ha documentado un grado significativo de promiscuidad. En un estudio realizado en Hungría, más del 9 % de los polluelos descendía de un padre distinto y el 20 % de las nidadas tenía al menos un polluelo en la condición anterior.
Se ha documentado la hibridación entre el gorrión molinero y el gorrión común en muchas partes del mundo: los machos híbridos tienden a parecerse al gorrión molinero, mientras que las hembras son más similares al gorrión común. Una población nidificante en los Ghats orientales de la India, supuestamente introducida, posiblemente hibridó con gorriones comunes. Al menos en una ocasión, una pareja de ambas especies ha engendrado descendencia fértil. En Malta se informó de una hibridación salvaje entre P. montanus y los gorriones residentes —estos últimos, a la vez, eran híbridos de los gorriones moruno y casero—.
El tamaño del huevo no influye mortalidad de los polluelos, no obstante los nacidos de huevos grandes crecen más rápido.

### Alimentación

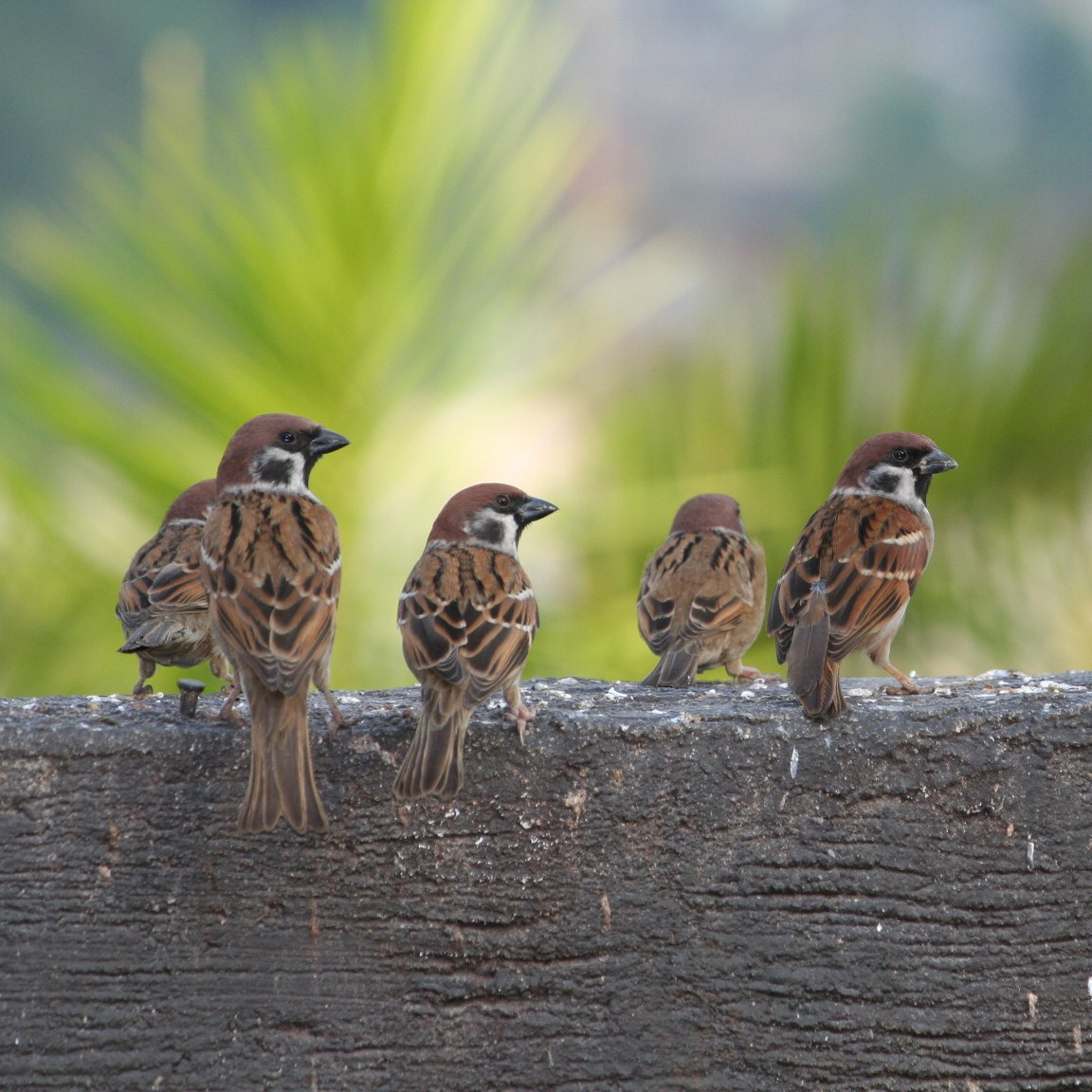
Una bandada fotografiada en la República Checa.

Los gorriones se alimentan principalmente de semillas en el suelo. El gorrión molinero encuentra su alimento escudriñando el suelo en bandadas, muchas veces junto a pinzones, escribanos u otros gorriones. Su principal alimento son semillas de herbáceas (como las pertenecientes a los taxones Caryophyllaceae y Chenopodium), aunque también consume invertebrados y maníes que obtiene de comederos artificiales. Durante la época de cría la alimentación de los polluelos requiere aumentar la captura de invertebrados como insectos, cochinillas de humedad, milpiés, ciempiés, arañas y murgaños. Los adultos se acercan a los humedales en busca de invertebrados para sus polluelos. Los sitios acuáticos juegan un papel importante en la diversidad y disponibilidad de dichas presas, permitiendo una nidada exitosa a lo largo de los dos meses que dura la temporada de reproducción. El paso de la agricultura tradicional a otra más intensiva ha hecho que grandes extensiones de terreno dejen de proporcionar los nutrientes suficientes para este pasérido. La proximidad y disponibilidad de las semillas no influyen en la elección del sitio de anidación ni afecta negativamente al tamaño de la nidada.

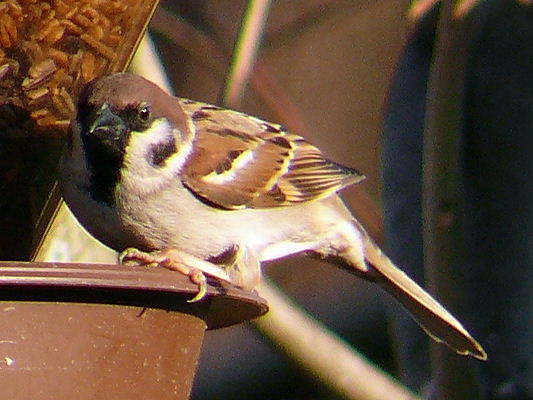
En el bebedero.

En invierno, cuando las semillas tienen más probabilidades de convertirse en un factor limitante clave, los miembros en una bandada forman jerarquías de dominio lineales. Para el gorrión molinero, la posición en la jerarquía no depende del tamaño de la mancha en la garganta; esto es lo contrario en el gorrión común, ya que el tamaño de dicha mancha actúa como un «indicador» de su eficacia biológica y reduce la necesidad de luchar por el dominio de la bandada. No obstante, existe evidencia de que la mancha negra de los gorriones molineros influiría en el éxito de los machos en las disputas internas de las bandadas de alimentación.
El peligro de depredación afecta las estrategias de alimentación. Según un estudio publicado por el Departamento de Zoología Evolutiva de la Universidad de Debrecen (Hungría), las fuentes de alimento más lejanas eran visitadas por bandadas más pequeñas, que pasaron menos tiempo alimentándose y estuvieron más alerta. En el estudio, los gorriones que se abastecieron de comida o buscaron alimento directamente se denominaron «productores» y los que acababan de unirse a una bandada que había encontrado comida se llamaron «oportunistas». Este oportunismo aumentaba un 30 % en sitios de alimentación a cielo abierto, aunque esto no se debió a una mayor vigilancia contra los depredadores. Una posible explicación es que los sitios con mayor riesgo son utilizados por aves con menores reservas de grasa corporal.

### Depredadores

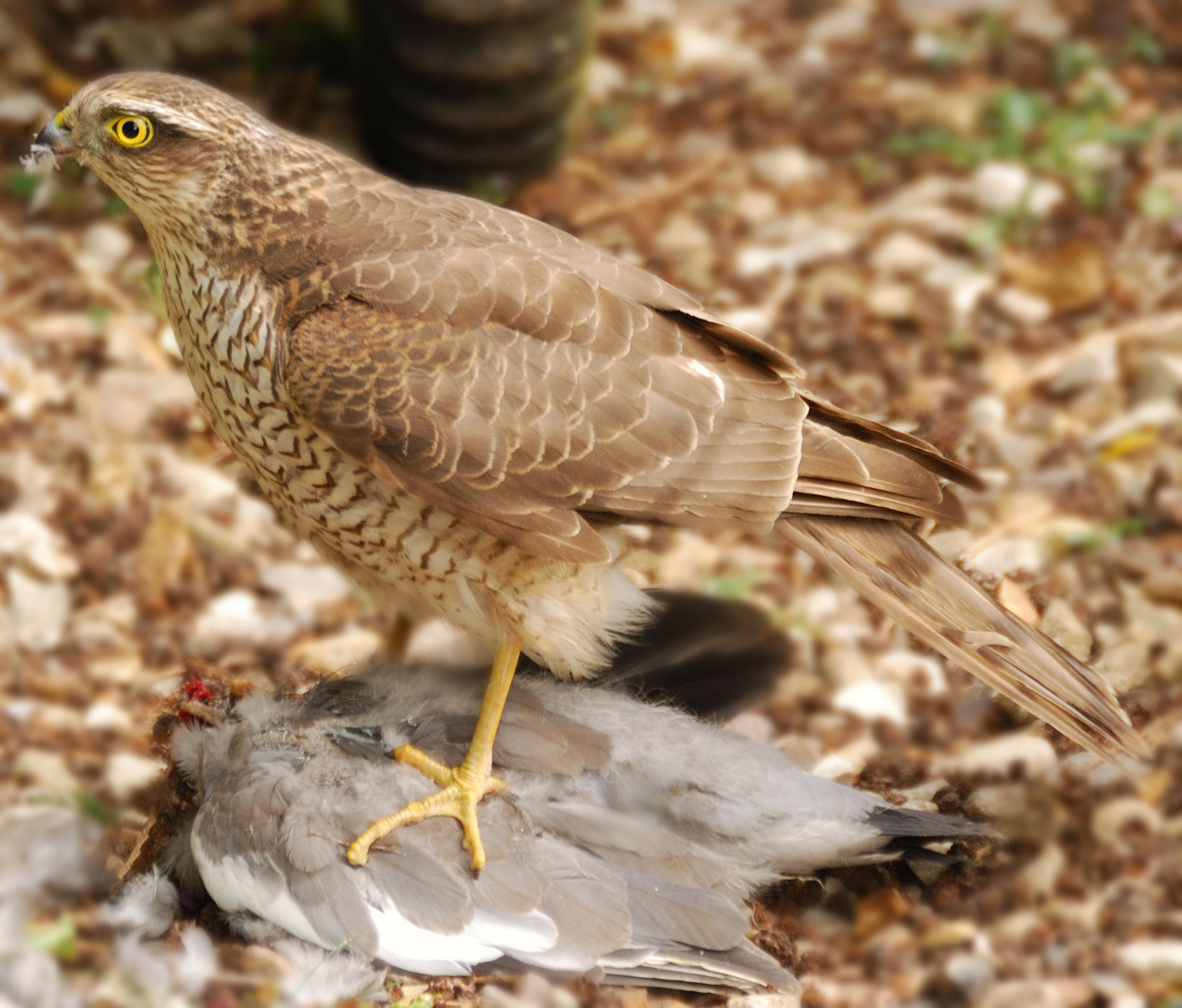
El gavilán común es uno de los principales depredadores del gorrión molinero.

Los depredadores incluyen varias aves de Accipiter, Falco y Strigiformes, como el gavilán común (Accipiter nisus), el cernícalo vulgar (Falco tinnunculus), el mochuelo común (Athene noctua) y, en ocasiones, el búho chico (Asio otus) y la cigüeña blanca (Ciconia ciconia). Aparentemente, el riesgo de depredación es mínimo durante su muda otoñal, pese a contar un menor número de plumas de vuelo en ese momento. Los nidos pueden sufrir incursiones de  urracas, arrendajos, comadrejas, ratas, gatos y serpientes constrictoras, como la culebra de herradura.

### Parásitos y enfermedades
Varias especies de piojos aviares parasitan a los adultos o a los pollos, ya sea alojados entre su plumaje como en los nidos. Los ácaros del género Knemidocoptes están muy extendidos, y causan lesiones en las patas y en los dedos. Las larvas de moscas califóridas (Protocalliphora) son una causa significativa de muerte de los polluelos.
Los gorriones, tanto el montano como el común, pueden sufrir enfermedades infecciosas, provocadas por bacterias o por virus. Las infecciones bacterianas constituyen la causa más  importante de muerte embrional —eclosión fallida de los huevos— y de muerte temprana de los polluelos. También parecen tener influencia en la muerte temprana niveles relativamente bajos de metales pesados y de pesticidas organoclorados. Tanto los pollos como los adultos son víctimas de infecciones por Salmonella, que pueden causar mortalidades masivas de forma episódica. Es menos común la infección por parásitos causantes de malaria aviar —varias especies de Plasmodium o de Leucocytozoon—.
En China, en 2004, se halló la mutación H5N1 del virus de la gripe aviar en gorriones molineros, identificada como la causa de la elevada mortalidad —principalmente en polluelos y aves jóvenes— y muy virulenta para los pollos. La respuesta inmunológica del gorrión molinero es menos vigorosa que la del gorrión común y ha sido propuesta como un factor en el potencial invasivo de este último. Ambas especies son las víctimas más frecuentes de atropellamiento en las carreteras de Europa central, oriental y meridional. La edad máxima registrada es de 13.1 años, pero la mayoría no supera los tres años.

## Estado de conservación

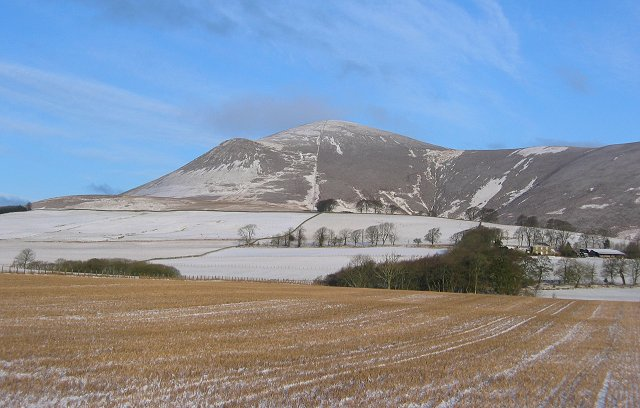
Las rastrojeras nivales son una fuente de recursos alimenticios de la temporada.

El ave tiene una distribución geográfica extensa, pero con límites poco definidos. Su población mundial se desconoce, pero incluye un estimado de 52 a 96 millones de individuos en Europa. Aunque las tendencias poblacionales no han sido evaluadas, no se contempla que la especie se haya acercado a límites preocupantes como para activar el protocolo de disminución poblacional de la Lista Roja de la UICN (es decir, una disminución mayor del 30 % en diez años o en tres generaciones consecutivas). Por estos motivos, a nivel mundial el estado de conservación de la especie se evalúa como de «preocupación menor».
Aunque el gorrión molinero ha ampliado su distribución geográfica en Fenoscandia y Europa oriental, las poblaciones en gran parte de Europa occidental han disminuido —una tendencia observada en otras aves de zonas agrícolas, como las alondras, el triguero y la avefría norteña—. Entre 1980 y 2003, el número de aves de zonas agrícolas se redujo en un 28 %. Este desplome de las poblaciones parece haber sido particularmente grave en Gran Bretaña, donde se produjo un descenso del 95 % entre 1970 y 1998, e Irlanda, que solo tenía entre 1000 y 1500 parejas a finales de 1990. En las islas británicas tales descensos podrían deberse a fluctuaciones naturales, a las que los gorriones molineros son proclives. En este caso, el rendimiento de la puesta mejoró considerablemente a medida que disminuye el número de individuos, lo que indica que la disminución en la puesta no fue responsable de la reducción de la población y que la supervivencia era un factor crítico. La intensificación y especialización agrícola —en particular, el uso de herbicidas y una tendencia creciente en las cosechas de sembrados otoñales a expensas de cosechas de sembrados primaverales que producen rastrojeras en invierno—, probablemente sea la causa de un fuerte descenso en la población, ya que estos cambios reducen la cantidad de insectos disponibles para los polluelos.

## En la cultura popular

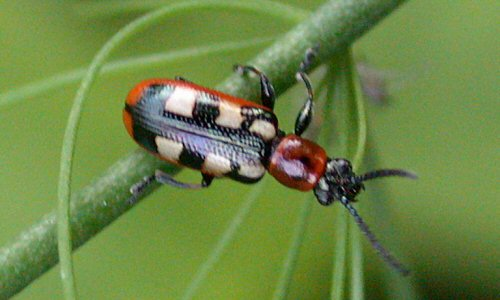
Crioceris asparagi (una plaga hortícola), es una de las presas favoritas del gorrión molinero.

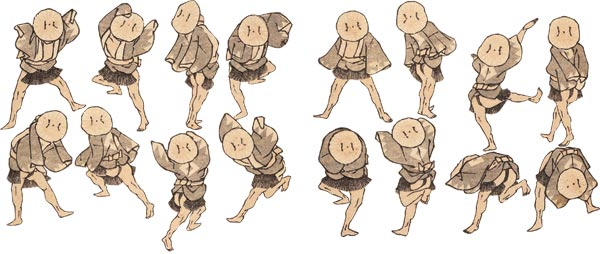
Detalle de suzume odori, por Katsushika Hokusai.

Emblema (mon) del clan samurái Uesugi.

El gorrión molinero es considerado plaga en algunos países. En Australia, por ejemplo, causa daños en muchos cultivos de cereales y frutas, y estropea cultivos de cereales, alimento para animales y grano almacenado con sus excrementos. Las normas de cuarentena prohíben la circulación de esta especie en Australia Occidental.
En abril de 1958, el presidente chino Mao Zedong intentó reducir los daños a los cultivos generados por gorriones molineros (estimados en 4.5 kg o 9.9 lb de grano por ave cada año) mediante la movilización de tres millones de personas y muchos espantapájaros para llevar a muerte a estas aves por agotamiento. Aunque inicialmente exitosa, la «gran campaña de gorriones» había pasado por alto las poblaciones de langostas y otras plagas de insectos consumidas por las aves. Las consecuencias fueron el desplome de la producción de las cosechas y una hambruna que provocó la muerte de 30 millones de personas entre 1959 y 1961, así como una proliferación masiva de plagas de insectos entre la primavera y el verano de 1959 en Shanghái y otras ciudades. El 18 de marzo de 1960, Mao tomó la decisión personal de suspender la lucha contra los gorriones. 
No obstante, la preferencia del ave por ciertas especies de insectos ha conducido a su uso en la agricultura para controlar las plagas en árboles frutales y a Crioceris asparagi.
Durante mucho tiempo esta ave ha inspirado obras de arte chino y japonés, frecuentemente ilustrada sobre ramitas de plantas o en bandadas volando en el cielo, y las representaciones de artistas orientales como Utagawa Hiroshige fueron retomadas en los sellos postales de Antigua y Barbuda, China, Gambia y la República Centroafricana. Otras ilustraciones más sencillas se utilizaron en los sellos de Bélgica, Bielorrusia, Camboya, Estonia y Taiwán. El peculiar aleteo de estas aves dio origen a una danza tradicional japonesa, el suzume odori (雀踊り?   , literalmente «danza de los gorriones»), popular en Sendai y que fue representada por artistas como Hokusai. En las Filipinas, donde es una de varias especies conocidas vulgarmente como maya —y en ocasiones se le denomina específicamente como mayang Simbahan («maya de iglesia» o «gorrión de iglesia»)—, el gorrión molinero es el ave más común en las ciudades. Muchos filipinos en las ciudades lo confunden con la anterior ave nacional de Filipinas, el capuchino castaño (Lonchura atricapilla) —también llamado maya, pero se le diferenció específicamente en el lenguaje popular como mayang pula («maya roja»)—.